# Acacia acanthoclada subsp. acanthoclada
Acacia acanthoclada subsp. acanthoclada (una subespecie de Acacia acanthoclada), es un arbusto perteneciente a la familia de las fabáceas.

## Distribución geográfica
Es una especie nativa de Australia. Crece limitada al mallee, en suelo arenoso profundo de color rojo, a menudo en colinas arenosas bajas, en Nueva Gales del Sur.

## Descripción
Es un arbusto erecto o extendido que alcanza un tamaño de 0.3-1.5 m de altura, de corteza lisa, gris, y a veces ligeramente verdosa; ± ramitas teretes, espinosas, densamente pilosas, a menudo glabrescentes.
Los filodios obcuneados ±, ± rectos, de 0.2-0.6 cm de largo, 1-3 mm de ancho, peludas, 1 o 2 veces venas longitudinales prominentes ± o débiles, venas laterales débiles, ápice agudo a obtuso con un mucrón; una glándula diminuto a mitad de camino o, a veces a lo largo de los márgenes, a menudo ausente; pulvinos de <1 mm de largo. Las inflorescencias en axila de los filodios en un eje alternativo a 0,5 mm de largo, pedúnculos 2-8 mm de largo; con cabezas globosas de 20-35-flores, de 4-6 mm de diámetro, de color amarillo brillante.

## Taxonomía
Acacia acanthoclada subsp. acanthoclada fue descrita por Ferdinand von Mueller y publicado en Fragmenta Phytographiæ Australiæ 3: 127. 1862.
Etimología
Acacia: nombre genérico derivado del griego ακακία (akakia), que fue otorgado por el botánico Griego Pedanius Dioscorides (A.C. 90-40) para el árbol medicinal A. nilotica en su libro De Materia Medica. El nombre deriva de la palabra griega, ακις (akis, espinas).
acanthoclada: epíteto latino que significa "con ramas espinosas".